# El alquimista (novela)
El alquimista (O Alquimista, 1988) es una novela escrita por el escritor brasileño Paulo Coelho. Fue traducida a 88 lenguas y publicada en más de 170 países con más de 85 millones de copias en todo el mundo.
Según el periódico estadounidense The New York Times, El alquimista ha consolidado a Paulo Coelho como uno de los autores vivos más traducidos del mundo. La novela tiene más de 2 millones de valoraciones en Goodreads.
Con motivo del vigésimo aniversario de la publicación de la novela, se celebró un homenaje en el Teatro Palacio Valdés de Avilés, organizado por el Centro Cultural Internacional Oscar Niemeyer, con la presencia de Paulo Coelho, y, al mismo tiempo, se organizó una exposición conmemorativa sobre El alquimista, que viajó a varias ciudades como Milán, Helsinki, Fráncfort y Bogotá.

## Temática
La temática principal del libro se basa en encontrar el destino de cada uno. 
El alquimista relata las aventuras de Santiago, un joven pastor andaluz que viaja desde su tierra natal hacia el desierto egipcio en busca de un tesoro oculto en las pirámides. La imaginación y el coraje del protagonista le hacen perseguir su "Leyenda Personal". A lo largo del relato, Santiago se encuentra con diferentes personajes que lo ayudan a aprender a mantener su valor y, sobre todo, escuchar los dictados del corazón.
El mensaje inspirador del libro es lo suficientemente indirecto como para permitir que los lectores lo interpreten de la forma que elijan, con cualquier grado y forma de espiritualidad a la que uno se adhiera. Como un artículo de Publishers Weekly opina, «Realizar el propio destino es la obligación de cada uno.»

## Argumento
En Andalucía, un joven pastor pasea por las llanuras contemplando la naturaleza. El joven Santiago tiene un sueño repetido mientras descansa con sus ovejas en un pasto andaluz, por lo que decide acudir a una gitana para que le interprete el sueño. Después de quedar descontento con la respuesta que recibe, se sienta en un banco de la plaza a leer un libro y conoce a un anciano que dice ser el rey de Salem. Tras tener una conversación con él, en la que le deja claro que es alguien muy especial, Santiago decide emprender un viaje por el norte de África en busca de un tesoro. En su camino conocerá a un sinfín de personas que, como él, buscan su propia Leyenda Personal.
Cuando llega a una ciudad del norte de África, decide buscar a alguien que lo lleve a las Pirámides de Egipto. En un bar conoce a un hombre al que confía su dinero y lo pierde todo, porque resulta ser un ladrón. El muchacho, desolado y completamente indignado, decide buscar dinero para regresar a España con sus ovejas. Así es que se encuentra un vendedor de vidrios para el que trabaja, hace que mejore su negocio y consigue el dinero para regresar a España y comprar ovejas, pero lo que quiere es ver realizada su Leyenda Personal, razón por la cual se embarca en una caravana que lo llevará hasta Egipto, exactamente a un oasis. Durante su viaje conoce a un estudiante de alquimia inglés cuyo sueño es transformar el metal en oro; con él, aprende el idioma del desierto, es decir, el idioma del mundo, el cual se compone de señales.
Durante el trayecto a Egipto se desata una guerra de clanes en el desierto, por lo que la caravana viaja con miedo. Cuando llega al oasis ve que es un sitio maravilloso, y allí conoce a una chica llamada Fátima, de quien se enamora perdidamente. Un día decide dar una vuelta por el desierto y pasear por los alrededores del oasis. De repente, cuando decide descansar, recibe una señal en la forma del idioma del mundo: ve dos gavilanes enfrentándose y como un espejismo, un ejército. Se lo comunica al jefe del oasis y seguidamente, dicho jefe se prepara. El ejército efectivamente asalta el oasis, para victoria de los locales, que ya estaban advertidos. El jefe del oasis premia al muchacho por su hazaña y le da 50 monedas de oro.
Otro día, paseando por el oasis, conoce a un alquimista, quien lo prueba para saber si en realidad conoce el idioma del mundo, y después de comprobarlo le cuenta que le ayudará a realizar su Leyenda Personal. El muchacho ya había conocido el amor por Fátima y no quería dejarla; al principio dice que no podría continuar buscando su tesoro debido a su amor, pero recuerda que ella le había dicho que toda mujer del desierto debe esperar a su hombre hasta que vuelva. Santiago parte hacia el desierto con el alquimista.
Viajan por el desierto durante semanas, pensando en un posible asalto de los miembros de la guerras de clanes. Cuando pasan por un campamento, unos hombres los detienen y los acusan de ser espías. El alquimista les explica que solamente viajan para encontrar la Piedra Filosofal, y que el muchacho es un alquimista que puede transformarse en viento. Después de entregarle su oro, el general del campamento accede a dejarle tres días para que se transforme en viento. Al tercer día el general y sus hombres se acercan al muchacho, que se encontraba en una montaña. Este les explica que tardara un poco en transformarse en viento y el general accede. Ahora el muchacho comienza a hablar con el desierto mediante el idioma del mundo; este le explica que no tiene poder suficiente para transformarlo en viento y que tiene que hablar con él. Este también le explica lo mismo y le indica que debe hablar con el sol. El sol, avergonzado de no poder transformarlo, le dice que hable con la Mano que lo escribió todo, y el muchacho, reflexionando, llega a la conclusión de que ni el desierto, ni el viento, ni el sol sabían lo que era el amor, porque el amor no es estar parado como el desierto, ni recorrer el mundo como el viento, ni verlo todo desde lejos, como el sol. El amor es la fuerza que transforma y mejora el Alma del Mundo. Después de esto el muchacho comprende todo, se sumerge en el Alma del Mundo y ve que es parte del Alma de Dios, y esta última es su propia alma. Y que puede, por lo tanto, realizar milagros. Por eso se convierte en viento y el general lo deja marchar junto a su maestro.
Pronto llegan a un monasterio, lugar donde el alquimista le enseña cómo se transforma el metal en oro, después de entregarle una barra al monje, otra a Santiago, para él, y la última barra se la vuelve a dar al monje en caso de que Santiago volviera a perder su dinero. Seguidamente el alquimista le dice al muchacho que de ahí en adelante debe seguir él solo y que solo le faltaban tres horas. 
El muchacho camina tres horas por el desierto hasta que finalmente llega a las pirámides de Egipto, su sueño. Una vez allí empieza a cavar en busca de su tesoro. De repente, se acercan a él unos asaltantes y le dan una paliza. El muchacho, tendido en el suelo, les cuenta su sueño y todo lo que había pasado. Uno de los asaltantes, antes de irse, le cuenta que él también había tenido un sueño repetido, en el que se encontraba en una iglesia abandonada de España y encontraba un tesoro, pero que él no era lo suficientemente tonto como para cruzar el desierto por un sueño repetido. Ahora el muchacho había encontrado su tesoro. 
Con el último pedazo de oro que el alquimista le había dejado, vuelve a España, al lugar donde una vez había tenido ese sueño, comienza a cavar y encuentra el tesoro. Seguidamente piensa que debía darle una décima parte a la gitana como lo había prometido y después podría volver con su amada, Fátima.

## Publicación
El alquimista fue publicado por primera vez por una editorial brasileña dedicada a libros de auto ayuda. Pese a que la novela tuvo ventas considerables, el editor devolvió los derechos al autor ya que, en su opinión, el libro no vendería bien.[cita requerida]
Para «recuperarse» de este desengaño, Paulo Coelho viajó desde Río de Janeiro con su esposa a Estados Unidos donde pasó cuarenta días en el desierto de Mojave. A su regreso, decidió que seguiría luchando por su sueño de ser escritor. Consiguió otra oportunidad en la Editora Rocco, que publicó una nueva edición de la novela en diciembre del año 1988.

## Premios
Paulo Coelho ha recibido destacados premios y honores internacionales como el premio "Crystal Award" que concede el Foro Económico Mundial, la prestigiosa distinción "Chevalier de l'Odre National de la Légion d'Honneur" del gobierno francés y la "Medalla de Oro" de Galicia.
Entre los premios literarios recibidos hay que destacar los siguientes:
- Libro Guinness de los Récords por el autor más traducido de un mismo libro —El alquimista— (2009)[2]

- "Las Pergolas" (ALMAC) (México 2006)

- "Platin Book Award"(Austria 2006)

- "DirectGroup International Author Award" (Alemania 2005)

- "Goldene Feder Award" (Alemania 2005)

- "Nielsen Gold Book Award" (Reino Unido 2004)

- "Golden Bestseller Prize Večernje Novosti" (Serbia 2004)

- Libro Guinness de los Récords por la firma de más traducciones de un mismo libro (Feria del Libro de Fráncfort, 2003)[4]

- "Best Fiction Corine International Award" (Alemania 2002)

- "Bambi 2001 Award" (Alemania 2001)

- "XXIII Premio Internazionale Fregene" (Italia 2001)

- "Crystal Mirror Award" (Polonia 2000)

- "Super Grinzane Cavour Book Award" (Italia 1996)

- "Flaiano International Award" (Italia 1996)

- "Knight of Arts and Letters" (Francia 1996)

- "Grand Prix Litteraire Elle" (Francia 1995)

## Inspiración
Paulo Coelho escribió El alquimista en 1987, según él, en tan sólo dos semanas. Explicó que pudo escribirla a este ritmo porque la historia «ya estaba escrita en su alma». Estudió literatura alquímica, visitó Egipto y vivió una temporada en España antes de escribir la novela.[cita requerida]
La historia básica de El alquimista aparece en otras obras: en 1935, el escritor argentino Jorge Luis Borges publicó un cuento titulada Historia de los dos que soñaron, en la cual dos hombres sueñan con el tesoro de otro; otra versión aparece en la traducción de E. W. Lane Las mil y una noches. La historia también aparece en la historia de Rumi En Bagdad soñando con El Cairo, en El Cairo soñando con Bagdad.

## Teatro
En Puerto Rico en 2003 La Compañía de Teatro Coribantes, llevó a escena una versión de esta novela, con adaptación de Carlos Vega y dirección de Rafael Rojas.[cita requerida]

## Cine
El estudio Weinstein, famoso por llevar al cine exitosas novelas como El paciente inglés, llevará a la pantalla el libro El alquimista, en una adaptación de alto presupuesto que será dirigida por Laurence Fishburne, dijo Harvey Weinstein.[cita requerida]
Los productores quieren contar con Penélope Cruz. La película de El alquimista costará más de 60 millones de dólares (38,5 millones de euros) y se comenzó a rodar a finales de primavera del 2013.[cita requerida]
En julio del 2021 se dio a conocer que comienza la preproducción de una película basada en el libro la cual estará producida por Will Smith y en su elenco figuran nombres como Sebastian de Souza y Jordi Molla.